# Born to Be on Air!
Born to Be on Air! (波よ聞いてくれ?, Nami yo kiitekure) è un manga seinen scritto e disegnato da Hiroaki Samura e serializzato sul mensile Afternoon di Kōdansha a partire dal 25 luglio 2014.

## Trama

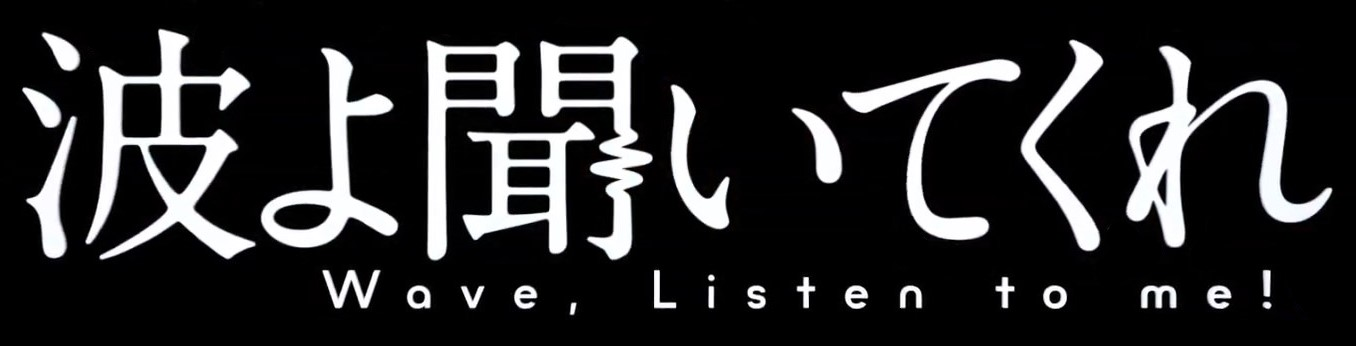
Logo ufficiale di Born to Be on Air!

Dopo essere stata tradita e lasciata dal proprio fidanzato, la giovane Minare Koda – cameriera in un ristorante di cucina giapponese – dopo essersi ubriacata si sfoga con Kanetsugu Matō, responsabile e direttore di una stazione radiofonica. Quest'ultimo, segretamente, registra il discorso della ragazza e il giorno seguente decide di trasmetterlo. Il giorno seguente, incredula, Minare si reca da Kanetsugu per chiedere spiegazioni, e quest'ultimo le propone di iniziare a lavorare nella propria radio: vede infatti in lei del potenziale, ritenendola appunto Born to Be on Air! (ossia "nata per stare in onda!").

## Media

### Manga
In Giappone, l'opera viene pubblicata a partire dal 25 luglio 2014 sul mensile Evening e serializzata in tankōbon da Kōdansha a partire dal 22 maggio dell'anno successivo. In Italia l'opera viene pubblicata da Star Comics nella collana Must (numero 77), dal 17 maggio 2017 e con il titolo in lingua inglese Born to Be on Air!; l'opera è altresì conosciuta con il titolo internazionale Wave, Listen to Me!.

#### Volumi
| 1  | 22 maggio 2015 | ISBN 978-4-06-388058-8 | 17 maggio 2017   | ISBN 978-88-226-0497-2 |
| 1  | Capitoli - 1. Non ti perdono - 2. Voglio te - 3. Sono odiosi - 4. Ho bisogno di te - 5. Siete indulgenti - 6. Mi affido a te - 7. Tu non torni - 8. Tu non ridi |                        |                  |                        |
| 2  | 23 febbraio 2016 | ISBN 978-4-06-388125-7 | 21 giugno 2017   | ISBN 978-88-226-0601-3 |
| 2  | Capitoli - 9. Non tornare vivo - 10. Non ti faccio morire di fame - 11. Voglio incontrarti - 12. Non ti lascio - 13. Non ti credo - 14. Voglio cercare di piacerti - 15. Non mi lego a te - 16. Io non morirò |                        |                  |                        |
| 3  | 22 novembre 2016 | ISBN 978-4-06-388214-8 | 13 dicembre 2017 | ISBN 978-88-226-0802-4 |
| 3  | Capitoli - 17. Non ho paura degli organismi anaerobici - 18. Dovrei farlo - 19. Voglio scaldarti - 20. Certe cose non esistono - 21. Il vapore non nasconde - 22. Voglio piangere - 23. Voglio sostenerti - 24. Non sfilare gli yakitori |                        |                  |                        |
| 4  | 22 settembre 2017 | ISBN 978-4-06-388288-9 | 18 luglio 2018   | ISBN 978-88-226-1062-1 |
| 4  | Capitoli - 25. La festa non finisce - 26. Non torno lì - 27. Non andrà bene - 28. Non posso parlarne al telefono - 29. Non si possono salvare tutti - 30. Il mio cuore non ti raggiunge - 31. Voglio seguirti - 32. Non voglio venire con te |                        |                  |                        |
| 5  | 23 luglio 2018 | ISBN 978-4-06-511983-9 | 19 giugno 2019   | ISBN 978-88-226-1408-7 |
| 5  | Capitoli - 33. Io non perderò - 34. Non voglio essere ingannata - 35. Non li approvo - 36. Rifiutare le avances - 37. Quel ruolo non è tuo - 38. Non conosco il nome - 39. Non posso parlare - 40. Non posso perderti |                        |                  |                        |
| 6  | 22 marzo 2019 | ISBN 978-4-06-514837-2 | 19 febbraio 2020 | ISBN 978-88-226-1724-8 |
| 6  | Capitoli - 41. Sono certa di te - 42. Non trovo le parole - 43. Non te lo permetto - 44. Niente è per sempre - 45. Agli altri non importa - 46. Non tutti gli uomini sono cattivi - 47. Non puoi restare qui - 48. Se non ti ferisco, non lo posso sapere |                        |                  |                        |
| 7  | 23 dicembre 2019 | ISBN 978-4-06-517924-6 | 17 marzo 2021    | ISBN 978-88-226-2151-1 |
| 7  | Capitoli - 49. L'unico rammollito qui sei tu - 50. Sei indolente - 51. L'importante è che io vinca - 52. Non mi fido di nulla - 53. Voglio usare ogni mezzo a mia disposizione - 54. Stare in guardia è sempre la cosa migliore - 55. Inconcepibile - 56. Non riesco nemmeno a vedere il tuo viso                                                                            |                        |                  |                        |
| 8  | 23 ottobre 2020 | ISBN 978-4-06-521107-6 | 19 gennaio 2022  | ISBN 978-88-226-2941-8 |
| 8  | Capitoli - 57. Non sei solo - 58. Non riesco a stare qui - 59. Non capisco - 60. Non si può scegliere il posto - 61. Non si può cambiare all'improvviso - 61,5. Non è così semplice - 62. Non puoi continuare soltanto a reprimerti - 63. Non lo conosco, ma non mi fa pena - 64. Non è quel tipo di mondo - Extra. Non posso essere onesta                                  |                        |                  |                        |
| 9  | 21 gennaio 2022 | ISBN 978-4-06-526548-2 | 12 luglio 2023   | ISBN 978-88-226-4205-9 |
| 9  | Capitoli - 65. Voglio dirti solo questo - 66. Non vogliamo che tu venga - 67. Non adatto ai principianti - 68. È ancora presto per la fine - 69. Non assomiglio a nessuno - 70. Non è quello che pensi - 71. Voglio sapere cos'è - 72. Il romanticismo non dura a lungo - 73. Non riuscirò mai a tornare - 74. Non voglio farvi preoccupare - 75. Una luce che non si spegne |                        |                  |                        |
| 10 | 21 aprile 2023 | ISBN 978-4-06-531373-2 | —                | —                      |

### Anime

Il primo incontro tra Minare Koda e Kanetsugu Matō, in una scena dell'anime

Il 7 ottobre 2019 viene annunciata una trasposizione animata dell'opera, a cura dello studio Sunrise. L'anime viene trasmesso a partire dal 3 aprile 2020, all'interno del contenitore Animeism. 
In Italia è reso disponibile sottotitolato sul sito streaming VVVVID col titolo Nami yo kiitekure lo stesso giorno di messa in onda in Giappone.
| Nº | Titolo italiano Giapponese 「Kanji」 - Rōmaji                                      | In onda        | In onda        |
| Nº | Titolo italiano Giapponese 「Kanji」 - Rōmaji                                      | Giapponese     | Italiano       |
| 1  | Non ti perdonerò 「お前を許さない」 - Omae wo yurusanai                            | 3 aprile 2020  | 3 aprile 2020  |
| 2  | Odio quel tipo 「奴らが憎い」 - Yatsura ga nikui                                   | 10 aprile 2020 | 10 aprile 2020 |
| 3  | Siete troppo permissivi 「お前らは緩い」 - Omaera wa yurui                         | 17 aprile 2020 | 17 aprile 2020 |
| 4  | Tu non sorridi 「君は笑わない」 - Kimi wa warawanai                                | 24 aprile 2020 | 24 aprile 2020 |
| 5  | Non tornerai a casa vivo 「生かして帰さない」 - Ikashite kaesanai                  | 1º maggio 2020 | 1º maggio 2020 |
| 6  | Non esistono realmente 「そんなものはいない」 - Sonna mono wa inai                 | 8 maggio 2020  | 8 maggio 2020  |
| 7  | Vorrei piangere 「私は哭きたい」 - Watashi wa nakitai                              | 15 maggio 2020 | 15 maggio 2020 |
| 8  | Per telefono non posso dirtelo 「電話じゃ話せない」 - Danwa ja hanasenai           | 22 maggio 2020 | 22 maggio 2020 |
| 9  | Non ti credo 「お前を信じない」 - Omae o shinjinai                                 | 29 maggio 2020 | 29 maggio 2020 |
| 10 | Devo essere io a farlo 「私がせねばなるまい」 - Watashi ga seneba naru mai         | 5 giugno 2020  | 5 giugno 2020  |
| 11 | Non temo gli organismi anaerobi 「嫌気生物は畏れない」 - Kenkiseibutsu wa osorenai | 12 giugno 2020 | 12 giugno 2020 |
| 12 | Voglio comunicartelo 「あなたに届けたい」 - Anata ni todoketai                     | 19 giugno 2020 | 19 giugno 2020 |

## Accoglienza
Born to Be on Air! è stato nominato per il 9°, 10° e 13° Manga Taishō rispettivamente nel 2016, 2017 e 2020. La serie si è classificata al 6º posto nel Kono manga ga sugoi! di Takarajimasha nella guida dei migliori manga del 2016 per lettori di sesso maschile.